# ملعب المنصف بالخير
ملعب المنصف بالخير (بالفرنسية: Stade Moncef-Belkhir)‏ المعروف أيضًا باسم الملعب البلدي بجبل الجلود (بالفرنسية: Stade municipal de Djebel Jelloud)‏، هو ملعب كرة قدم يقع في منطقة جبل الجلود جنوب مدينة تونس.
يُعد الملعب ملاذاً أساسياً لفريق المدينة المحلي، الاتحاد الرياضي بجبل الجلود. يحمل الملعب اسم المنصف بالخير لاعب رمزي سابق للنادي. يجري تجديد الملعب بتركيب عشب صناعي بدأ العمل به في 20 مارس 2019، وسيتم بناء غرف تغيير ملابس جديدة في نهاية عام 2021.

## مقالات ذات صلة
- الاتحاد الرياضي بجبل الجلود
- جبل الجلود